# Mycobates minor
Mycobates minor är en kvalsterart som beskrevs av Subías, Kahwash och Ruiz 1990. Mycobates minor ingår i släktet Mycobates och familjen Punctoribatidae. Inga underarter finns listade i Catalogue of Life.